# Neopit
Neopit és una concentració de població designada pel cens dels Estats Units a l'estat de Wisconsin. Segons el cens del 2000 tenia 839 habitants.

## Demografia
Segons el cens del 2000, Neopit tenia 839 habitants, 226 habitatges, i 188 famílies. La densitat de població era de 26,4 habitants per km².
Dels 226 habitatges en un 49,6% hi vivien nens de menys de 18 anys, en un 34,1% hi vivien parelles casades, en un 38,1% dones solteres, i en un 16,4% no eren unitats familiars. En l'11,9% dels habitatges hi vivien persones soles el 3,5% de les quals corresponia a persones de 65 anys o més que vivien soles. El nombre mitjà de persones vivint en cada habitatge era de 3,65 i el nombre mitjà de persones que vivien en cada família era de 3,83.
Per edats la població es repartia de la següent manera: un 42,3% tenia menys de 18 anys, un 7,9% entre 18 i 24, un 27,8% entre 25 i 44, un 16,3% de 45 a 60 i un 5,7% 65 anys o més.
L'edat mediana era de 25 anys. Per cada 100 dones de 18 o més anys hi havia 91,3 homes.
La renda mediana per habitatge era de 27.857 $ i la renda mediana per família de 26.447 $. Els homes tenien una renda mediana de 21.083 $ mentre que les dones 18.167 $. La renda per capita de la població era de 8.427 $. Aproximadament el 24% de les famílies i el 28,3% de la població estaven per davall del llindar de pobresa.

## Poblacions més properes
El següent diagrama mostra les poblacions més properes.